# 石臼窝镇
石臼窝镇，是中华人民共和国河北省唐山市玉田县下辖的一个乡镇级行政单位。

## 行政区划
石臼窝镇下辖以下地区：
石臼村、观风堆村、托床沽村、王家楼村、高家庄村、齐庄子村、芝麻窝村、长沿村、毕庄子村、芦甲岫村、孙钦庄村、王建庄村、孟四庄村、王铁铺村、孟大庄村、杨倪八村、石臼窝村、朱六铺村、孙庵子村和孟三庄村。